# Opération Golden Pheasant
Révolution sandiniste/Contras
L'opération Golden Pheasant (en français Faisan doré) est un déploiement d'urgence des troupes américaines au Honduras en 1988, en réponse aux actions du Front sandiniste de libération nationale nicaraguayen. Elle a pour but de dissuader les forces sandinistes de pénétrer sur le territoire hondurien, qui servait de base arrière aux groupes contre-révolutionnaires, les contras.

## Historique

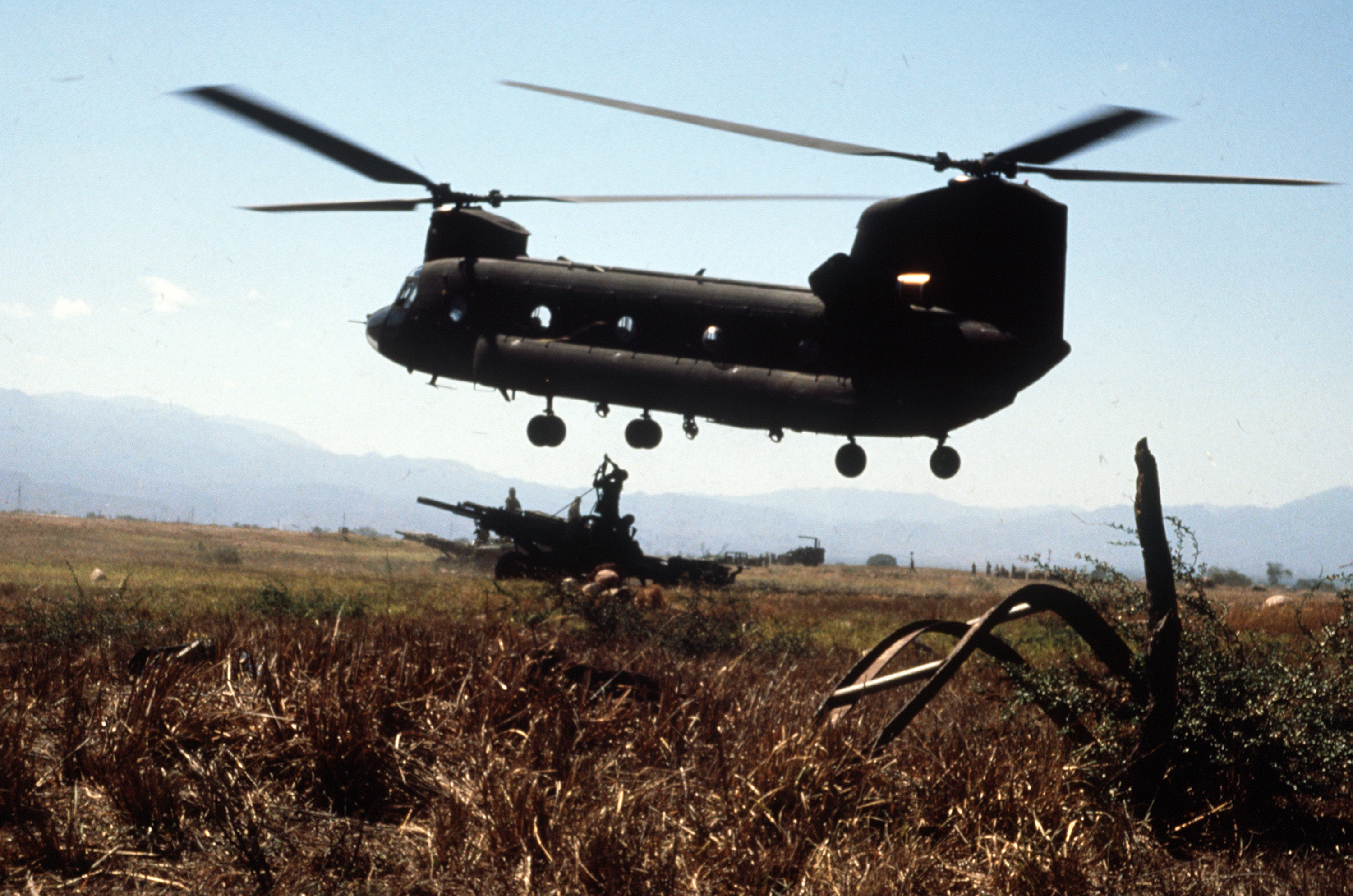
Un obusier M102 de 105 mm déposé par un Boeing CH-47 Chinook durant l'opération.

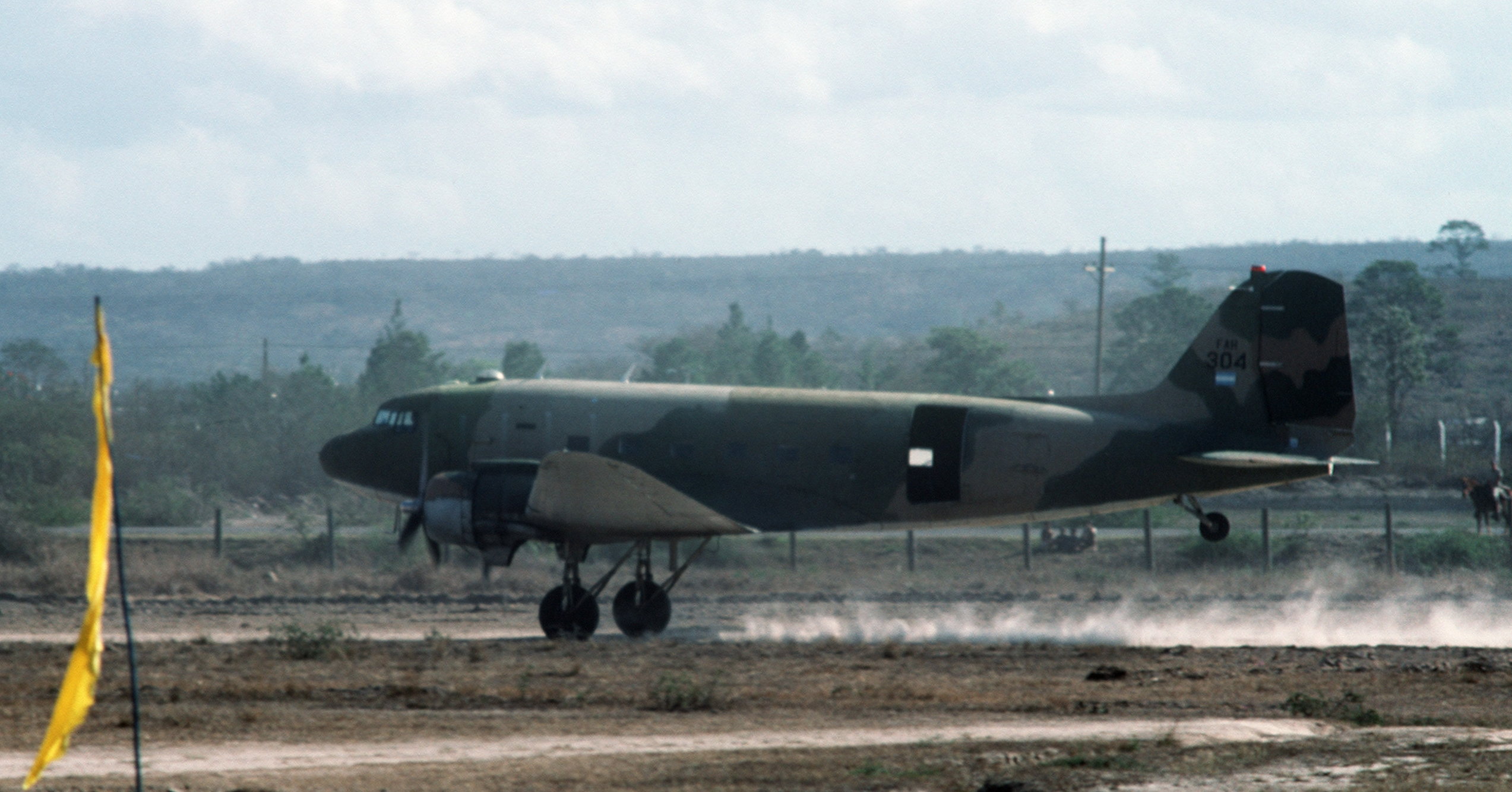
Un C-47A de la Force aérienne du Honduras s'apprête à décoller dans le cadre de l'exercice Task Force Dragon/Golden Pheasant mené avec les États-Unis.

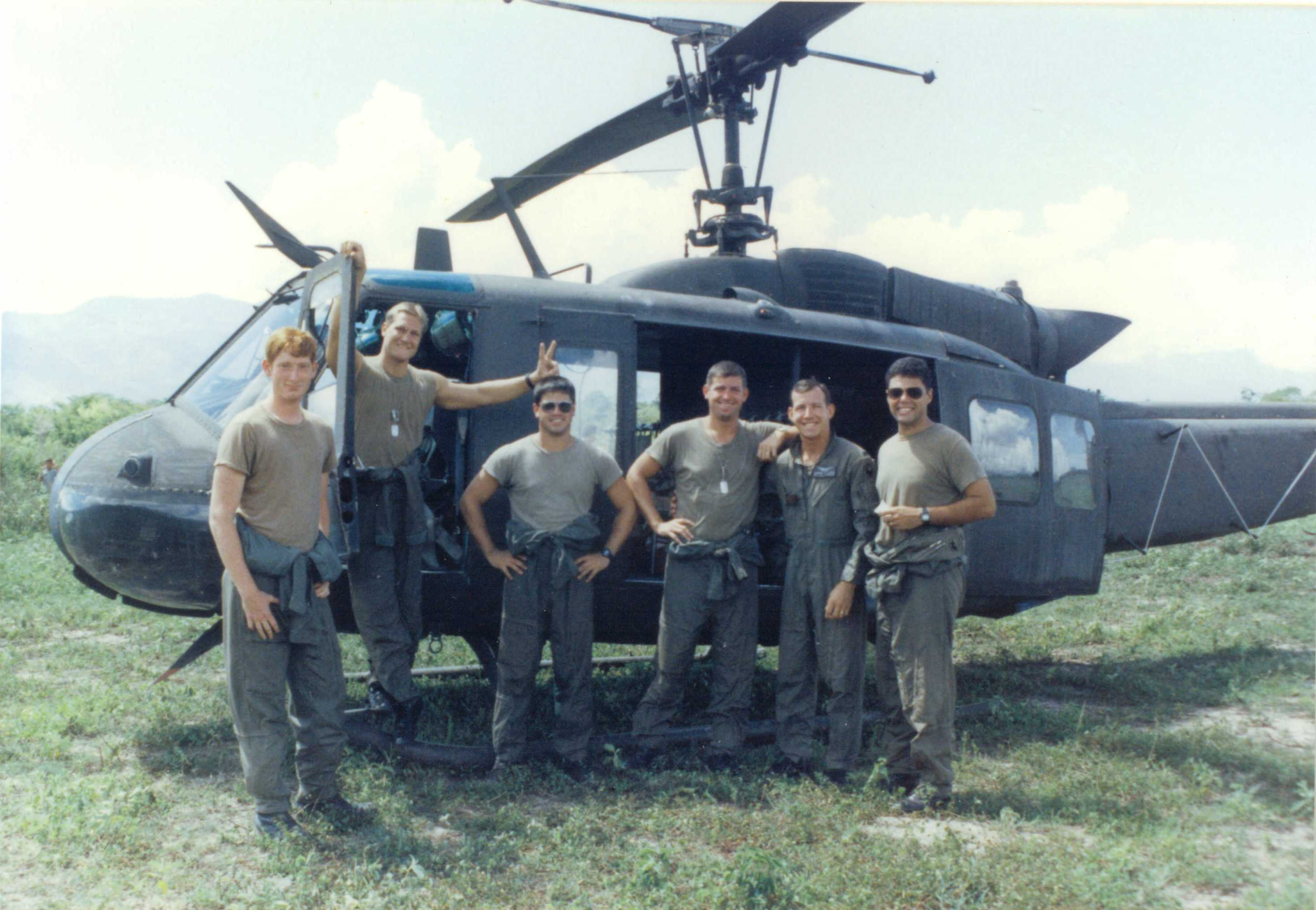
Équipage d'un UH-1 Huey au Honduras.

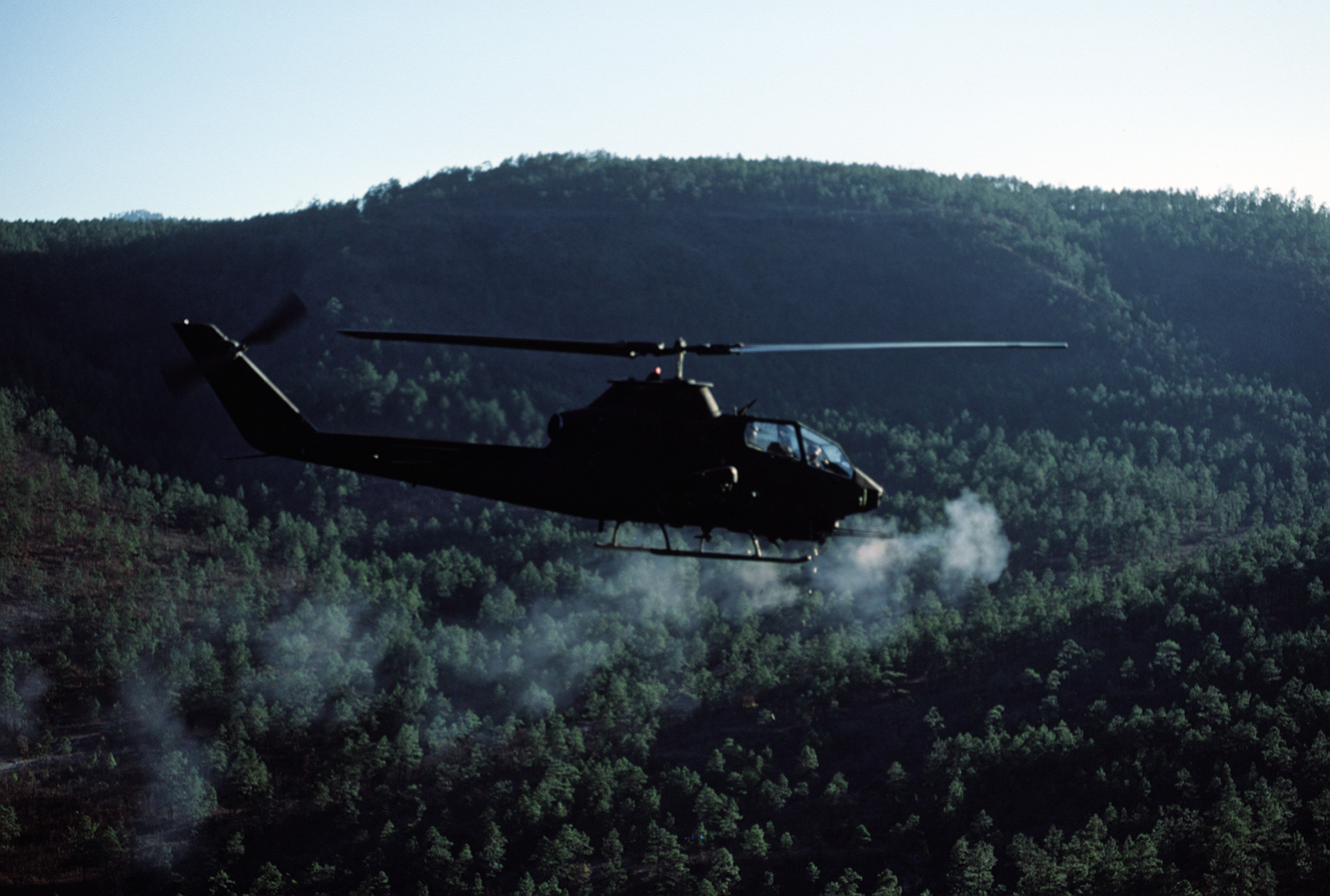
Un hélicoptère AH-1S au Honduras du Battalion, Air Cavalry Brigade.

Au début du mois de mars 1988, le Front sandiniste de libération nationale (alors au pouvoir au Nicaragua depuis 1979 à la suite du renversement des Somoza et ayant provoqué déjà plusieurs incidents de frontière avec le Honduras, notamment en 1985) lance l'opération Danto dans la région de San Andrés de Bocay afin de couper la logistique de la guérilla des Contras. Cette opération dure du 3 au 20 mars impliquant 3 000 militaires nicaraguayens s'avançant à 10 km à l'intérieur du Honduras pour combattre entre 1 500 à 1 800 rebelles Contras. Elle a fait, selon un bilan de 2004, 36 morts et 140 blessés dans l'armée sandiniste et 92 morts et 300 blessés parmi les Contras.
Les États-Unis, sous la présidence de Ronald Reagan, envoient alors des éléments de la 7e division d'infanterie légère de la Force de réaction rapide (FRR, Quick Reaction Force) au Honduras sans préavis. Les Américains se déploient à la base aérienne de Palmerola (désormais connue sous le nom de base aérienne de Soto Cano) de la Force aérienne du Honduras et prennent également position dans une autre base militaire hondurienne sous la direction d'un général hondurien. Les unités de la 7e sont bientôt renforcées par des éléments de la 82e division aéroportée. Devant ce déploiement, qui s'est transformé en un exercice d'entraînement à tirs réels, les sandinistes se seraient rapidement retirés du territoire hondurien[réf. nécessaire].
Les 1er et 2e bataillons du 504e régiment d'infanterie parachutiste (504th Parachute Infantry Regiment) et la Compagnie Charlie (à savoir le 3e bataillon du 505e régiment aéroportée de la 82e), sont rejoints par des soldats du 2e bataillon du 9e régiment d'infanterie, ainsi que par les 2e et 3e bataillons du 27e régiment d'infanterie (7e division d'infanterie légère basée à Fort Ord en Californie) constituant la Task force Dragon/Golden Pheasant.
Le 17 mars, le 1er bataillon se positionne à la base aérienne de Palmerola (qui deviendra par la suite le siège de la présence militaire américaine au Honduras[réf. nécessaire]). Le 2e bataillon est largué au-dessus de l'aérodrome un jour plus tard, des soldats du 27e régiment d'infanterie (surnommés les « lévriers », en anglais Wolfhounds) sont quant à eux déployés à moins de 5 kilomètres de la frontière entre le Honduras et le Nicaragua le même jour.
Le 504e de la 82e commence de rigoureux exercices d'entraînement avec pour ordre cependant d'éviter tout engagement à la frontière avec les sandinistes. Ces ordres sont par la suite modifiés, les parachutistes et les fantassins s'avèrent être prêts à se battre, mais les troupes sandinistes avaient déjà commencé à se retirer du sol hondurien. Les jours suivants, le gouvernement sandiniste négocie une trêve avec les dirigeants Contras, et à la fin mars l'opération prend fin avec le retour du 27th Infantry à Fort Ord et du 504th à Fort Bragg.

## Unités impliquées
- Total : 1 300 soldats[1].

### Unités de l'Armée de terre des États-Unis
- 2nd Battalion, 9th Infantry Regiment, 7e division d'infanterie légère (7th Infantry Division (Light))
- Bravo Battery, 6th Battalion, 8th Field Artillery, 7e division d'infanterie légère
- 13e bataillon du génie (13th Engineer Battalion)
- 1st Battalion, 22nd Infantry, 10e division de montagne légère (10th Mountain Division (Light))
- 1st Battalion, 504th Parachute Infantry Regiment, 82e division aéroportée (82nd Airborne Division)
- 2nd Battalion, 504th Parachute Infantry Regiment, 82nd Airborne Division
- Company C, 3rd Battalion, 505th Parachute Infantry Regiment, 82e division aéroportée
- Company A, 3rd Battalion, 505th Parachute Infantry Regiment, 82e division aéroportée
- 3rd Battalion, 9th Infantry Regiment, 7e division d'infanterie légère
- 2nd Battalion, 27th Infantry Regiment, 7e division d'infanterie légère
- 3rd Battalion, 27th Infantry Regiment, 7e division d'infanterie légère
- 21st Military Police Company (Airborne), 503rd Airborne MP Battalion, 16th MP Brigade (Airborne)
- 313th Military Intelligence Battalion, 82e division aéroportée
- Battery A, 1/14th Field Artillery, 24e division d'infanterie (24th Infantry Division)
- Battery B, 3rd Battalion, 319th Airborne Field Artillery Regiment, 82e division aéroportée
- Company B, 307th Medical Battalion, 82e division aéroportée
- Company B, 407th Supply and Transport Battalion, 82e division aéroportée
- Company A, 1st Battalion, 9th Infantry Regiment, 7e division d'infanterie légère
- Headquarters Company, 1st Battalion, 9e régiment d'infanterie (9th Infantry Regiment)
- Joint Task Force Bravo, 401st Military Police Company
- 7th Special Forces Group (Airborne)
- Second Battalion, 9th Aviation Regiment
- 864th Engineering Battalion (Combat, Heavy)
- 1st Squadron 17th Cavalry Regiment (Airborne, Air Cav)
- 988th MP Company, 3rd Platoon
- Company C, 426th Signal Battalion

### Unités duCorps des Marines des États-Unis
- 2e bataillon du 7e régiment de Marines (2nd Battalion 7th Marines)
- 2e bataillon du 5e régiment de Marines (2nd Battalion 5th Marines)

### Unités de l'United States Air Force
- 113e escadron d'ingénieurs civils (113th Civil Engineer Squadron, Garde nationale aérienne du district de Columbia)